# Hans-Gerd Winter
Hans-Gerd Winter (* 1939 in Breslau) ist ein deutscher Germanist.

## Leben
Er studierte Germanistik, Geschichte, Philosophie und Erziehungswissenschaften an den Universitäten Innsbruck, Berlin und Hamburg. Nach der Promotion in Hamburg 1974 (Dialog und Aufklärung. Studien zu Dialog und Dialogroman in Deutschland im 18. Jahrhundert. Mit besonderer Berücksichtigung J. J. Engels) lehrte er dort von 1977 bis 2004 als Professor für Neuere deutsche Literaturwissenschaft.
Seine Schwerpunkte sind Literatur und Kultur des 18. Jahrhunderts, insbesondere J. M. R. Lenz, Kultur und Literaturgeschichte Hamburgs, deutschsprachige Literatur nach 1945 und Gegenwartsliteratur, literarisches Feld (Pierre Bourdieu) und Literaturoper.

## Schriften (Auswahl)
- Dialog und Dialogroman in der Aufklärung. Mit einer Analyse von J. J. Engels Gesprächstheorie. Darmstadt 1974, ISBN 3-7677-0019-0.
- «Ein vorübergehendes Meteor»? J. M. R. Lenz und seine Rezeption in Deutschland. Stuttgart 1984, ISBN 3-476-00552-6.
- Jakob Michael Reinhold Lenz. Stuttgart 2000, ISBN 3-476-12233-6.
- als Herausgeber: „Uns selbst mussten wir misstrauen“. Die „junge Generation“ in der deutschsprachigen Nachkriegsliteratur. Hamburg 2002, ISBN 3-935549-17-2.